# Bunder (Susukan)
Bunder is een bestuurslaag in het regentschap Cirebon van de provincie West-Java, Indonesië. Bunder telt 2941 inwoners (volkstelling 2010).